# Фаминский, Виктор Иоасафович
Виктор Иоасафович Фаминский (31 декабря (ст. ст.) 1878 — 26 января 1940) — православный богослов, литературовед, профессор Киевской духовной академии и Киевского университета (после 1918 г.). Родной племянник философа, логика и психолога, профессора Казанской духовной академии Вениамина Алексеевича Снегирёва.

## Биография
Родился в семье протоиерея села Семеть Иоасафа Семёновича Фаминского и его супруги Анны Алексеевны (урожд. Снегирёвой), родной сестры выдающегося русского философа В. А. Снегирёва.
Первоначальное образование получил в начальной народной школе, затем в Нижегородском духовном училище. После окончания Нижегородской духовной семинарии в 1899 г. во исполнение указа Святейшего синода от 10 июня того же года направлен на обучение в Киевскую духовную академию. Окончил курс и удостоился степени кандидата богословия в июне 1903 года. С 16 августа 1903 г. по 16 августа 1904 г. состоял профессорским стипендиатом при Киевской духовной академии на кафедре гомилетики. С 1904 года преподавал различные дисциплины (гомилетику, историю русской литературы, историю русского раскола, библейскую историю, русский язык, теорию словесности и т. д.) в Екатиринославской духовной семинарии.
В мае 1906 года защитил диссертацию в Киевской духовной академии по теме «Религиозно-нравственные воззрения Л. Аннея Сенеки (философа) и отношение их к христианству» и удостоен учёной степени магистра богословия. 24 августа 1908 г. определением Святейшего синода за № 2632 диссертация была удостоена премии имени митрополита Московского Макария. В том же году произведён в потомственное дворянство в чине надворного советника. С 1911 года преподавал в Киевской духовной академии на кафедре латинского языка, затем на кафедре истории русской литературы. В 1913 г. произведён за выслугу лет в чин коллежского советника. С 1917 г. — профессор Киевской духовной академии.
После Октябрьской революции Фаминский дистанцируется от своего религиозного прошлого и преподаёт в Киевском университете.
Умер В. И. Фаминский 26 января 1940 г., похоронен на Лукьяновском кладбище города Киева.

## Награды
- Премия имени Митрополита Макария (500 руб.) за сочинение «Религиозно-нравственные воззрения Л. Аннея Сенеки (философа) и отношение их к христианству» определением Св. Синода за № 2632 от 24 августа 1908 г.
- Орден Св. Станислава 3-й степени от 6 мая 1908 г.
- Чин коллежского советника Высочайшим приказом по гражданскому ведомству № 7 от 28 января 1913 г.
- Право ношения на груди Высочайше утверждённой в память 300-летия царствования Дома Романовых светло-бронзовой медали на основании Высочайшего повеления от 21 февраля 1913 г.
- Орден Св. Анны 3-й степени от 6 мая 1913 г.
- Орден Св. Станислава 2-й степени от 20 декабря 1915 г.

## Сочинения
- Цель и смысл жизни с христианской точки зрения. — Труды Киевской духовной академии. 1904.
- Происхождение религии (положительное решение вопроса). — Екатеринославские епархиальные ведомости. 1904 г.
- Заметки о псевдо-иерусалимской молитве. — Там же.
- Слово в Великий Пяток перед плащаницей, произнесённое в церкви Киево-Братского монастыря (о совершении спасения Иисусом Христом и усвоении спасения человеком). — Труды Киевской духовной академии. 1904.
- Слово к воспитанникам Екатеринославской духовной семинарии в день храмового праздника 8 ноября о современных задачах пастырства. — Екатеринославские епархиальные ведомости. 1904.
- Мораль языческого философа Сенеки и современное отношение к вопросам нравственности. Труды Киевской духовной академии. 1905.
- Значение гомилетики в системе богословского образования. Екатеринославские епархиальные ведомости. 1906 и 1907 годы.
- Религиозно-нравственные воззрения Л. А. Сенеки (философа) и их отношение к христианству. Киев. 1906.
- Значение религиозно-нравственных идей Сенеки. Киев. 1906.
- Ценность юности и опасные стороны её (речь к воспитанникам семинарии). Екатеринославские епархиальные ведомости. 1908.
- Жизнь, построенная на камне, и жизнь, построенная на песке. Там же. 1909.
- Основные переживания русской народной души в годину смутного времени. По литературным памятникам этой эпохи. Киев. 1915.